# Álmodozások kora
Az Álmodozások kora 1964-ben készült fekete-fehér  magyar játékfilm.  Rendezője és forgatókönyvének írója Szabó István, akinek ez volt első játékfilmje. Az animációs jeleneteket Nepp József készítette.
A személyes hangvételű film az 1960-as évek elején indult nemzedék – a rendező Szabó István nemzedéke – útkereséséről szól. A beilleszkedés, az emberi kapcsolatok, az önmaghatározás nehézségeit ábrázolja egyéni látásmóddal, lírai vagy helyenként önironikus stílusban. A hagyományos értelemben vett cselekménye kevés, inkább önmagukban jelentéktelen élettények, epizódok, híradórészletek sorából, ezek egymásra vonatkoztatásából, motívumszerű ismétlődéséből bontakozik ki a történet. Megértését a főszereplő (Bálint András) hangján, egyes szám harmadik személyben vagy belső monológként megszólaló narrátor segíti.

## Története
A történet főhőse, Oláh Jancsi (Bálint András) pályakezdő mérnöktársaival együtt dolgozik, együtt tervezik a jövőt. A munkahelyen úgy érzik, érvényesülésük akadálya az idősebb generáció, köztük Flesch főmérnök (Gábor Miklós): „Íme az ellenség! Az idősebb mérnökök. A fal, amit át kell törni. A tehetségtelenek, a középszerűek, az öregek fala…” Jancsinak és legjobb barátjának, Lacinak hirtelen nagy ötlete támad; a társaság elhatározza, hogy együtt fogják megvalósítani, és ha az nem kell itthon, akkor majd elviszik külföldre. A részleteket majd kidolgozzák a balatoni szabadságuk alatt. Közben a vállalat igazgatója mindenkit más-más részleghez oszt be, ami lelohasztja a lelkesedést. A vidám balatoni nyaralás, a könnyed flörtölés közben újabb nagy ötletük támad. A tervezgetést egy darabig még otthon, a fővárosban is folytatják, de nem egyforma intenzitással; növekszik az ellentét közöttük, a társaság fokozatosan felbomlik. Jancsi úgy látja, mintha egyikük az idősebb mérnökök kegyeit keresné; másikuk megnősül, esküvőjén kissé éretlen, szabadkozó mosollyal búcsúzik a többiektől. A házasság mint lehetőség, mint választható út Jancsi életében is megjelenik: a kedves, ragaszkodó Gabi, becenevén Habgab (Halász Judit) balesete után céloz is rá, ám Jancsi nem reagál. Már ő sem tervezget, nem csinál semmit, legfeljebb megjavít egy-egy magnót vagy rádiót. 
Szilveszterkor véletlenül összetalálkozik Évával, egy tv-közvetítésén korábban (a film elején) látott jogászlánnyal (Béres Ilona), aki már akkor, a doktorrá avatáson mondott bizakodó szavaival fölkeltette Jancsi figyelmét. Kibontakozó szerelmüket a múltjukban fölfedezett érintkezési pontok is erősítik. Jancsi szülei nem élnek, a világháború idején apja a Don-kanyarban volt, Éva apját pedig Auschwitzba deportálták. Egy dokumentumfilm vetítése közben rájönnek, hogy mindketten úttörővasutasok voltak; az 1956-os harcok képsorai után megbeszélik, melyikük miért nem emigrált, amikor megnyíltak a határok; majd hirtelen ötlettel a fiú megkérdi a lánytól: – Te, te kommunista vagy? – Igen. És te? – Én mérnök vagyok. – válaszolja Jancsi. 
A jelenben nem könnyű eligazodniuk. Éva is a munkahelyén szembesül a mindennapi valósággal. Egy szerelmi jelenet végén kitör belőle az elkeseredés. Jogászként ő jól látja az emberi kapcsolatok bonyolultságát, úgy érzi, az emberek kiszolgáltatottak és bizalmatlanok, nincs biztonságérzetük. Szinte mindannak ellenkezőjéről beszél, amit a doktorrá avatásakor Jancsi hallott tőle, közben a bírósági helyszínek mindennapjait, a várakozó vagy feszengő embereket látjuk (dokumentum felvételeken).   
A társaság egyik tagja, Laci váratlanul meghal leukémiában. Ő még a kórházban is lázasan dolgozott. Rémületükben egyszerre dolgozni, alkotni akarnak, minél gyorsabban. Jancsi Flesch főmérnökkel is beszél, és egyszerre kiderül, hogy a főmérnöknek ugyanaz a véleménye az idős korosztályról – középszerűek, nem lehet velük produkálni –, mint ami nekik volt. De vegye már észre Jancsi, hogy ő maga is a középszerrel van körülvéve! Jancsi most csatlakozhatna a főmérnökhöz, de vajon nem árulás vagy behódolás lenne ez?
Lacit a temetésen az igazgató búcsúztatja. Frázisokat tartalmazó, szenvtelen beszéde a szomszéd sírnál folyó egyházi temetés hangjaival keveredik. Éva nem bírja tovább, elszalad, messze ki a temetőből, a magasra emelkedő kamera egyre kisebbnek mutatja alakját, ahogy eltűnik a házak között.  
Éva és Jancsi között űr támad, tanácstalanság lesz úrrá rajtuk. Mi marad meg az emberből, a kapcsolatokból? Még váltanak néhány szót telefonon, aztán a lány már föl sem veszi a kagylót. Jancsi válságos ponthoz érkezett, gondolatait a felnőtté válás fájdalmáról a narrátor közvetíti, amikor megszólal a telefon. Az ébresztőszolgálat hangját hallja: – Jó reggelt, tessék felébredni!... A telefonközpontban végigpásztáz a kamera a telefonos lányok során, akik ugyanazt a pár szót ismétlik, hangjuk megsokszorozódik, jelképes értelemmel telítődik: – Tessék felébredni! – Tessék felébredni!
„Szabó István Álmodozások kora című filmje a napló közvetlenségével rajzolja a maga nemzedéke arcképét. A film itt is lendületes, szomorú, humorba mártott és szárnyaszegett élménytöredékek felfűzése, laza egymásutánja nyomán bontakozik ki. A hangulatképek sokfélesége, színgazdagsága teszi teljessé, 'kerekké' végül a drámát.”

## Szereplők
- Bálint András (Oláh János, Jancsi)
- Béres Ilona (Éva)
- Halász Judit (Habgab)
- Sólyom Katalin (Krieger Anni)
- Esztergályos Cecília (Ági) (szinkronhangja: Halász Judit)
- Asztalos Béla (Domonkos László, Laci)
- Erőss Tamás (Matyi)
- Murányi László (Gergely)
- Dékány István (Füsi) (szinkronhangja: Kertész Péter)
- Gábor Miklós (Flesch főmérnök)
- Sinkovits Imre (Harrer igazgató)
- Rajz János (Zsoldos úr)
- Bujtor István (Ági első szerelme)
- Géczy Dorottya (Nő a partin)

## Díjak
- I. Magyar Játékfilmszemle (1965)
  - díj: a szakmai zsűri rendezői különdíja
- Locarnói Nemzetközi Filmfesztivál (1965)
  - díj: Ezüst Vitorla – legjobb első film (Szabó István)